# غردالو
غردالو (بالفارسية: گردالو) هي مستوطنة تقع في قسم تشاراويماق المركزي في إيران. يقدر عدد سكانها بـ 215 نسمة .